# HD51172
HD51172 — хімічно пекулярна зоря спектрального класу
B9 й має видиму зоряну величину в смузі V приблизно  8,6.

## Пекулярний хімічний вміст
Зоряна атмосфера HD51172 має підвищений вміст 
Si
.